# Nimeño II
Christian Montcouquiol más conocido por «Nimeño II» (Espira; 10 de marzo de 1954-Caveirac; 25 de noviembre de 1991) fue un torero francés.

## Biografía

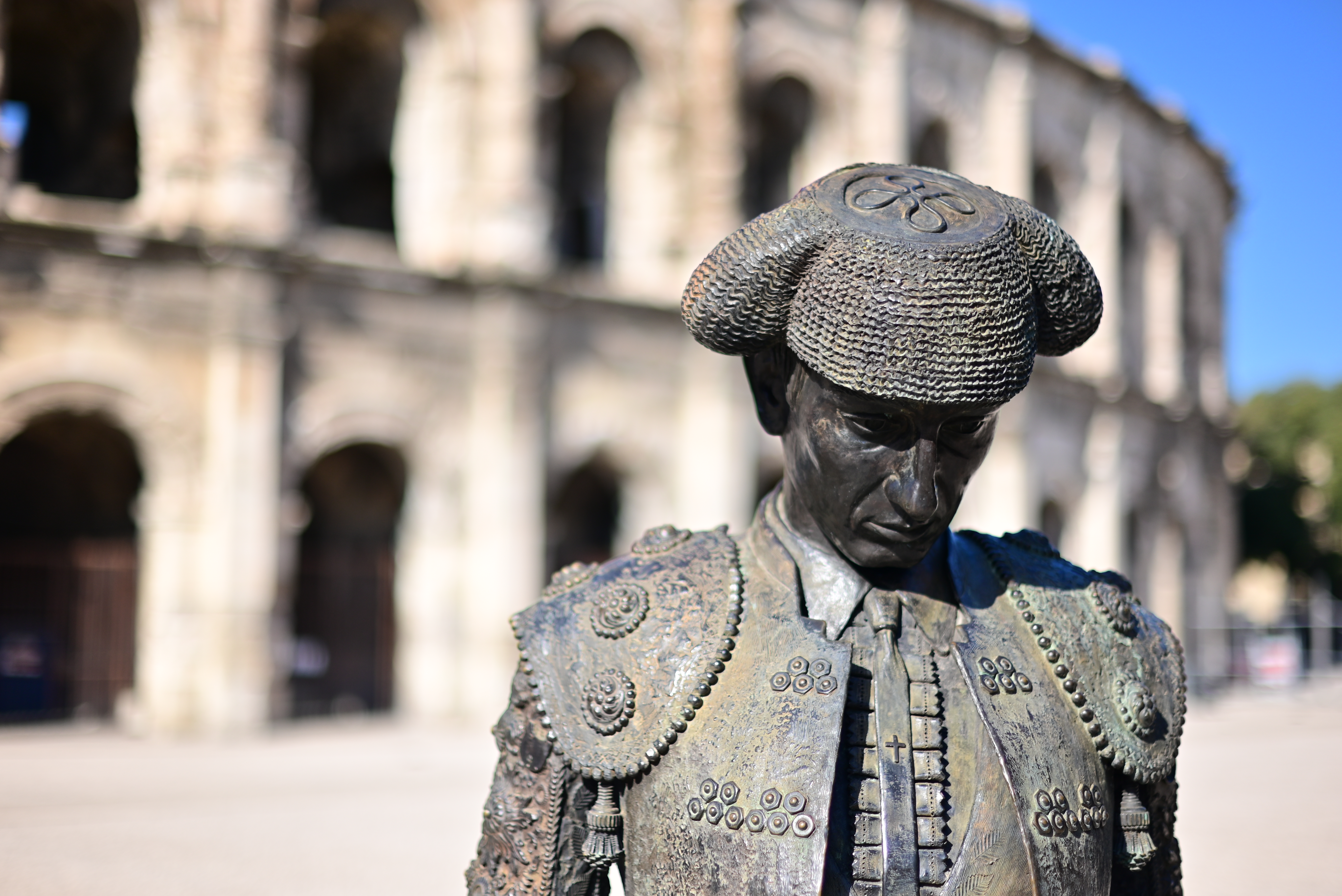
Estatua de Nimeño II frente a la Plaza de Toros de Nîmes.

Fue hermano de Alain Montcouquiol, torero apodado Nimeño I. Tras su primera novillada en Nîmes el 17 de mayo de 1975, obtuvo la ayuda del empresario Manolo Chopera, organizador de corridas de toros en España. Esto le abre las puertas de numerosas plazas españolas. Hasta 1982, participa en un gran número de corridas en España, Francia, Venezuela, México y Colombia.
En 1982, se separa de la tutela de Manolo Chopera, y continua bajo la dirección de su hermano, Alain. El 14 de mayo de 1989, en Nimes, participa en un mano a mano con el torero portugués Victor Mendes, con toros del ganadero Salvador Guardiola. Mendes es herido por su primer toro, y Nimeño II debe afrontar en solitario y mata a los seis toros.
El 10 de septiembre de 1989, en Arlés, afrontó toros de la ganadería Miura. El segundo toro al que se enfrentó ese día, le volteó violentamente, lanzándolo al aire. El torero cayó de cabeza, lesionándose gravemente dos vértebras cervicales y la médula espinal, de hecho los cirujanos que le operaron en Marsella reconocieron que jamás habían tratado a alguien con una lesión tan grave de la vértebra cervical. Nimeño II se debatió entre la vida y la muerte durante varios días. Una vez fuera de peligro, quedó tetrapléjico y comenzó una larga recuperación en la cual, después de un año, recuperó el uso de sus dos piernas y de su brazo derecho; sin embargo, el brazo izquierdo continuaba paralizado. El 18 de mayo de 1991, declaró que se retiraba de la tauromaquia. Seis meses después, el 25 de noviembre de 1991, se suicidó ahorcándose en el garaje de su casa de campo. Algunas de sus amistades sostuvieron que Christian Montcouquiol estaba afectado psicológicamente por la larga recuperación y por el hecho de no poder ejercer su profesión, lo cual le condujo al suicidio.

## Carrera

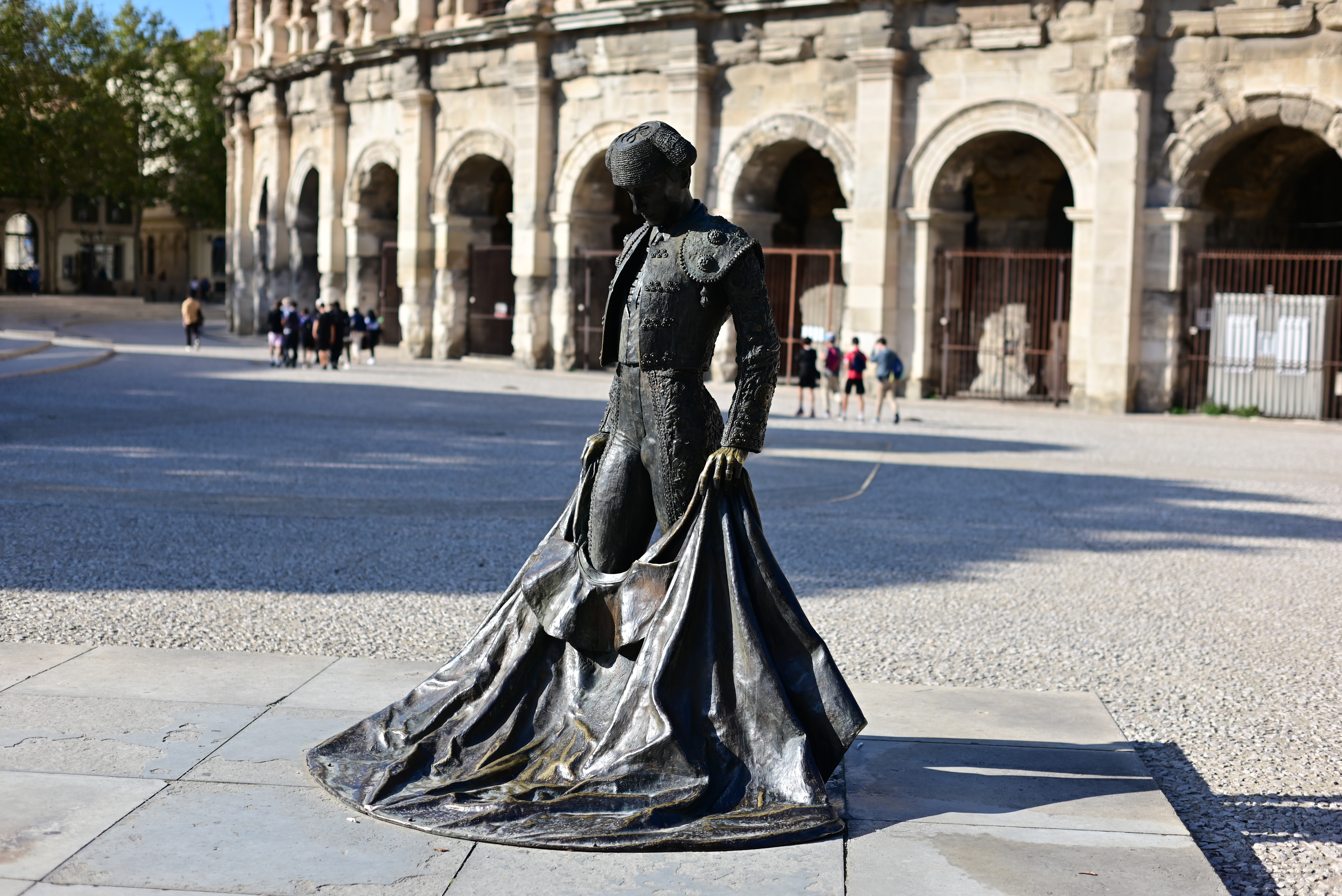
Estatua de Nimeño II frente a la Plaza de Toros de Nîmes.

- Debuta el 30 de marzo de 1967 en Tarascón (Francia).
- Primera novillada sin picadores el 19 de julio de 1969 en Saint-Gilles (Francia). Los novillos eran del ganadero André Pourquier.
- Primera novillada con picadores el 28 de mayo de 1972 en Lunel (Francia) en la que lanza su carrera y a partir del cual abandona las novilladas sin picadores, el 17 de mayo de 1975 en Nîmes (Francia). Los novillos eran del ganadero Matías Bernardos.
- Presentación en España el 17 de agosto de 1975 en Santisteban del Puerto (España), con novillos de la ganadería de Germán Gervás.
- Toma la alternativa en Nîmes el 28 de mayo de 1977, siendo el padrino Ángel Teruel, y testigo José María Manzanares.
- Presentación como torero en España el 30 de mayo de 1977 en Barcelona.
- Confirma la ceremonia de alternativa en México el 28 de enero de 1979, siendo su padrino Manolo Martínez, testigo Dámaso González.
- Confirma la alternativa en Madrid el 21 de mayo de 1979, apadrinándole Rafael de Paula y actuando como testigo Ángel Teruel.